# Исландская хоккейная лига 2001/2002
В 2001—2002 годах прошел 11-й сезон Исландской хоккейной лиги.

## Регулярный сезон
|    | Клуб      | И  | В  | Н | П  | Голы    | Очки |
| -- | --------- | -- | -- | - | -- | ------- | ---- |
| 1. | Акюрейри  | 12 | 11 | 0 | 1  | 107:039 | 22   |
| 2. | Рейкьявик | 12 | 6  | 0 | 6  | 057:063 | 12   |
| 3. | Бьёрнин   | 12 | 1  | 0 | 11 | 041:103 | 2    |

И = Игры, В = Выигрыш, Н = Ничья, П = Поражение, ВО = Выигрыш в овертайме, ПО = Поражение в овертайме

## Финал
- Акюрейри - Рейкьявик 3:0 (29:6 — суммарный результат 3 матчей)

## Статистика и рекорды
- Был сыгран 21 матч, было забито 240 голов (11,43 за игру).
- Крупнейшая победа: (19.01.2002) «Акюрейри» - «Бьёрнин» 15-2
- Самый результативный матч: (09.03.2002) «Акюрейри» - «Бьёрнин» 17-5
- Самый нерезультативный матч: (02.02.2002) «Бьёрнин» - «Рейкьявик» 4-1